# Неделя о блудном сыне
Неде́ля о блу́дном сы́не, Неде́ля блу́дного сы́на (греч. κυριακὴ τοῦ ἀσώτου, лат. Septuagesima) — в Православной церкви второе из четырёх воскресений («недель», по терминологии церковного устава) перед Великим постом, следующее за Неделей о мытаре и фарисее и перед Неделей о Страшном Суде.

## Евангельское чтение
В этот день на литургии читается Евангелие от Луки, зачало 79-е (Лк. 15:11—32), притча о блудном сыне, откуда и берётся название этого дня. В притче рассказывается о двух сыновьях, живших у отца. Младший сын взял свою часть имущества, с согласия отца, и ушел в далёкую страну, где потратил его, живя блудно. Вскоре в той далёкой стране наступил голод, и младший сын был вынужден пойти в наёмники к жителю той страны, у которого он стал свинопасом. Желая утолит свой голод, он хотел есть рожки (стручки), которыми питались свиньи, но ему и это поесть не дали. Вспомнив, что наёмники у отца живут лучше его, он решил вернуться в отеческий дом. Когда он приближался к дому, но был ещё далеко, то отец увидел его и побежал к нему навстречу, обнял сына и целовал его. Младший сын принес покаяние перед отцом, сказав, что согрешил перед небом и перед отцом и уже не достоин называться его сыном. Тогда отец дал ему лучшую одежду, обувь и перстень, зарезал откормленного телёнка и устроил пир в честь возвращения блудного сына. Вскоре с поля вернулся старший сын, узнав о веселии он возмутился и стал высказывать отцу, что он всю жизнь помогал отцу и не получил и козлёнка, чтобы повеселиться с друзьями. Примиряя его с братом, отец объяснял ему, что младший брат погибал, а теперь спасся, поэтому надо радоваться о возвращении заблудшего брата.

## Особенности богослужения
В церковном богослужении этого дня к обычным воскресным песнопениям Октоиха добавляются покаянные молитвословия Триоди постной, в которых православная церковь сравнивает всех без исключения христиан с блудным сыном по причине греховных поступков каждого, и от имени верующих приносит покаяние и просит прощения грехов перед Отцом Небесным — Богом. Также в этот день может употребляться и Минея, если случится Сретение Господне, или его предпразднство/попразднство, или престольный праздник, или бденный/полиелейный святой. Богослужения других святых с этого дня должны переноситься на повечерие пятницы вечера.
- На «Го́споди воззва́х…» поются: 6 воскресных стихир, 4 стихиры из Триоди глас 1-й[1], «Сла́ва…», стихира Триоди глас 2-й: «О коли́ких благ окая́нный себе́ лиши́х…», «И ны́не…», догматик Октоиха.
- В начале литии — стихира храма, «Сла́ва…», стихира Триоди глас 4-й: «Я́ко блу́дный сын приидо́х и аз Ще́дре…», «И ны́не…», воскресный богородичен того же гласа: «При́зри на моле́ния Твои́х раб, Всенепоро́чная…».
- Стиховны — 4 обычные стихиры Октоиха с воскресными запевами, «Сла́ва…», стихира Триоди глас 6-й: «Оте́ческаго да́ра расточи́в бога́тство…», «И ны́не…», воскресный богородичен того же гласа: «Творе́ц и Изба́витель мой, Пречи́стая…».

Далее продолжается всенощное бдение, как обычное воскресное, за исключением:
- По «Бог Госпо́дь…» дважды поётся воскресный тропарь (нет тропаря святому), «Сла́ва… и ны́не…», богородичен воскресный.
- При пении полиелея, к двум обычным (к 134-му псалму: «Хвали́те и́мя Госпо́дне…» и к 135-му псалму: «Испове́дайтеся Го́сподеви я́ко благ…»), добавляется третий (псалом 136-й: «На река́х вавило́нских…»).
- Так же, как и в предыдущую Неделю о мытаре и фарисее, после чтения Евангелия — «Воскресение Христово видевше…», псалом 50: «Поми́луй мя Бо́же…», и особые покаянные песни[2] глас 8-й: «Покая́ния отве́рзи ми две́ри, Жизнода́вче…»
- В каждой песни канона: 4 воскресных тропаря, 2 — крестовоскресных, 2 — богородичных, 6 — из Триоди глас 2-й с запевом «Поми́луй мя, Бо́же, поми́луй мя» и катавасия, которая перед поздней Пасхой может быть не рядовой, а особой (из Триоди «Моисе́йскую песнь восприи́мши…».
- По третьей песни седален Триоди глас 4-й:

Объя́тия О́тча отве́рсти ми потщи́ся, / блу́дно ижди́х мое́ житие́, / на бога́тство неиждива́емое взира́яй щедро́т Твои́х Спа́се, / ны́не обнища́вшее мое́ се́рдце не пре́зри. / Тебе́ бо Го́споди, во умиле́нии зову́: / согреши́х, О́тче, на не́бо и пред Тобо́ю.
Это же песнопение поётся в начале монашеского пострига, пока послушник обнажённый, или только в нижнем белье, из притвора, через весь храм, по полу ползёт к игумену на амвоне. 
- По шестой песни:

|                                                                    | На греческом | На церковнославянском (транслитерация) | На русском |
| ------------------------------------------------------------------ | --- | --- | --- |
| Кондак глас 3. Подобен: Дева днесь: (Ἦχος γ' Ἡ Παρθένος σήμερον) : | Τῆς πατρῴας, δόξης σου, ἀποσκιρτήσας ἀφρόνως, ἐν κακοῖς ἐσκόρπισα, ὅν μοι παρέδωκας πλοῦτον· ὅθεν σοι τὴν τοῦ Ἀσώτου, φωνὴν κραυγάζω· Ἥμαρτον ἐνώπιόν σου Πάτερ οἰκτίρμον, δέξαι με μετανοοῦντα, καὶ ποίησόν με, ὡς ἕνα τῶν μισθίων σου. | Оте́ческия сла́вы Твоея́ удали́хся безу́мно, в злых расточи́в е́же ми пре́дал еси́ бога́тство. Те́мже Ти блу́днаго глас приношу́: согреши́х пред Тобо́ю О́тче ще́дрый, приими́ мя ка́ющася, и сотвори́ мя я́ко еди́наго от нае́мник Твои́х. | От отеческой славы Твоей удалившись безумно, я расточил в пороках данное мне Тобой богатство. Потому вопль блудного сына обращаю к Тебе: «Согрешил я пред Тобою, Отче милосердный, прими меня, кающегося, и поступи со мной, как с одним из наемников Твоих!» |

- По девятой — ексапостиларий евангельский, и два светильна с богородичным из Триоди.
- На хвалитех — 5 стихир Октоиха, 3 стихиры Триоди (с воскресными запевами), «Сла́ва…», стихира Триоди глас 6-й: «О́тче Благи́й, удали́хся от Тебе́, не оста́ви мене́…», «И ны́не…», «Преблагослове́нна еси́…».
- По великом славословии — тропарь воскресный (конечный).
- По отпусте — евангельская стихира.
- На всех часах — тропарь воскресный, а кондак Триоди.

### На Литургии
- «Блаженны»: 6 из Октоиха и 4 тропаря шестой песни канона Триоди.
- По входе:

1. В Господском храме — тропарь воскресный, «Сла́ва… и ны́не…», кондак Триоди.
2. В храме Богородицы — тропарь воскресный, тропарь храма, «Сла́ва…», кондак Триоди, «И ны́не…», кондак храма.
3. В храме святого — тропарь воскресный, тропарь храма, «Сла́ва…», кондак храма, «И ны́не…», кондак Триоди.

- Прокимен и аллилуиарий — воскресные.
- Апостольское и Евангельское зачала — Триоди.